# アルディ (芸能事務所)
株式会社アルディは、日本の芸能事務所。アニメイトグループに属する。
社名は「Reserch Development」を略したもの。附属声優養成所として、「アルディ ボイスアクターズ ラボ」を持つ。

## 所属タレント
2024年8月時点。

### 声優

#### 男性
正所属
- 中澤宏佑

準所属
- 安東心
- 犬丸義貴

預かり
- 山口晶士
- 吉村伊織

#### 女性
正所属

- 篠原夢
- 白城なお
- せきしほ
- 藤野あさひ

準所属

- 大熊里彩
- 木立萌子
- 後藤優
- 下本ちひろ
- 谷始央理

預かり

- 荒木藍加
- 五十嵐鳴
- 白波瀬沙椰

### Vtuber
- クロノス/田中
- クロード・ヴァーミリオン
- 白鳥もも
- まなひろ
- 桃ねねこ

### その他
- amunia（フォーチュンカウンセラー）

## かつて所属していたタレント

### 声優

#### 男性
- 上原健太
- 田中慎二